# Martin Kolář
Martin Kolář (* 18. September 1983 in Prag) ist ein tschechischer ehemaliger Fußballspieler.

## Vereinskarriere
Nach nur einer Saison in der Gambrinus Liga bei Bohemians Prag wechselte Kolář Mitte 2002 zum belgischen Spitzenklub RSC Anderlecht, wo er anfangs noch regelmäßig zum Einsatz kam. Er konnte sich in der starken Konkurrenz nach und nach jedoch immer weniger durchsetzen und wurde 2005 an den englischen Zweitligisten Stoke City ausgeliehen, bei dem er allerdings nur ein halbes Jahr blieb.
Zur Rückrunde 2005/06 wechselte er zum KVC Westerlo. Ende August 2006 wechselte Kolář auf Leihbasis zum französischen Zweitligist AC Ajaccio. Von 2007 bis 2009 spielte Kolář in der schwedischen Allsvenskan für Helsingborgs IF. Anfang 2009 wechselte der Mittelfeldspieler zum zyprischen Erstligisten AE Paphos. Im Juni 2010 wechselte Kolář zum zyprischen Erstligisten Apollon Limassol, 2012 zum tschechischen Verein Bohemians 1905 Prag und zwei Jahre später schloss er sich dem FC Elseremo Brumov an.

## Nationalmannschaft
Kolář spielte acht Mal in der Tschechischen U-21-Nationalmannschaft und erzielte dabei ein Tor. Außerdem bestritt er vier Spiele für die U-19-Auswahl.